# Fuck Me Jesus
Albums de Marduk
Dark Endless
(1992)
Fuck Me Jesus est la première démo et la première production du groupe de black metal suédois Marduk. La démo est sortie en juin 1991 en auto-production. Elle a été rééditée le 21 avril 1995 sous le label Osmose Productions en format CD.
La sortie de la version CD a provoqué un scandale à cause de sa pochette représentant une femme se masturbant avec un crucifix, montrant l'esprit de provocation du groupe. La vente de l'EP a été interdite dans sept pays.
Comme pour les autres premières productions de black metal, cette démo possède encore des influences death metal.
Les titres Departure from the Mortals, The Black... et Within the Abyss seront ré-enregistrés pour apparaître dans la liste des titres de leur album Dark Endless.

## Musiciens
- Andreas Axelsson – chant
- Morgan Steinmeyer Håkansson – guitare
- Rikard Kalm – basse
- Joakim Göthberg – batterie, chant

## Liste des morceaux
1. Intro: Fuck me Jesus – 0:38
2. Departure from the Mortals – 3:18
3. The Black... – 4:04
4. Within the Abyss – 3:39
5. Outro: Shut Up and Suffer – 0:59

Titres bonus de la réédition de 1999 :
1. 6. Dark Endless 	03:52
2. 7. In Conspiracy with Satan (reprise de Bathory) 	02:17
3. 8. Woman of Dark Desires (reprise de Bathory) 	04:30